# 조앤 베넷 케네디

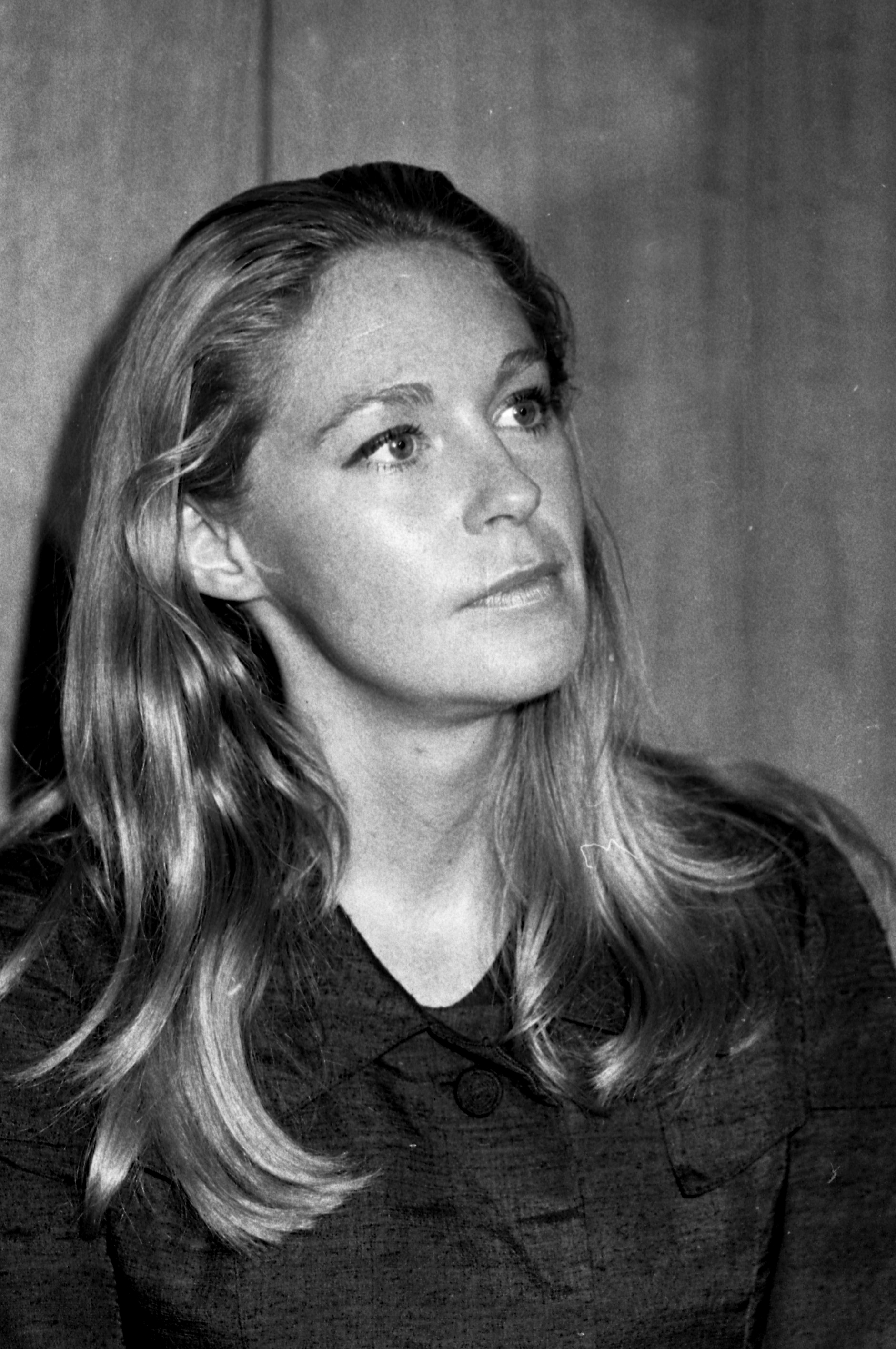
1971년의 케네디

버지니아 조앤 케네디(혼전성 베넷(Bennett), 영어: Virginia Joan Kennedy, 1936년 9월 2일 ~ )는 미국 상원의원 에드워드 M. 케네디의 첫번째 부인이었던 미국의 사교계 명사이다.

## 같이 보기
- 케네디가